# Bloodlines (Stargate SG-1)
Bloodlines (Lazos familiares en Latinoamérica, Linajes en España) es el décimo segundo episodio de la primera temporada de la serie de televisión de ciencia ficción Stargate SG-1.

## Trama
El episodio comienza con Teal'c, mirando a un muchacho al que le implantan un simbionte Goa'uld. Él se despierta gritando "Rya'c" en la enfermería; era un sueño. Cuando le preguntan sobre esto, él dice que no significa nada. Se revela que intentaron quitar el simbionte a Teal'c, y mantener su cuerpo mediante drogas, pero no funcionó. Teal'c entonces les dice que podría conseguir un simbionte en Chulak, pero O'Neill y el General Hammond rechazan la idea.
Teal'c más adelante revela a O'Neill que él tiene un hijo, llamado Rya'c, en Chulak y que pronto alcanzara la edad para su Prim'ta (cuando un Jaffa joven recibe su primer simbionte). Teal'c propone ir solo a Chulak a impedir el ritual y buscar más Jaffa para la causa de libertad. El SG-1 logra convencer a Hammond, pero deberá ir todo el equipo. Mientras que Teal'c se disfraza como soldado Jaffa, los otros se visten como sacerdotes.
Cuando el equipo llega Chulak van a la casa de Teal'c, pero la encuentran quemada y marcada con el símbolo de un shol'va (traidor). Allí el equipo encuentra al antiguo maestro de Teal'c, Bra'tac, que también busca la libertad Jaffa. Sin embargo se muestra al principio renuente al SG-1. Él revela a Teal'c que su esposa Drey'auc y su hijo ahora viven en un campo y él los conduce al lugar. 
Allí, Teal'c impide la ceremonia de Prim'ta para su hijo, a pesar de que la misma Drey'auc lo ataca para detenerlo. Resulta que Rya'c tiene escarlatina y morirá si él no recibe el simbionte. No obstante el SG-1 planea traerlo al SGC, donde quizás puedan ayudarlo. 
Mientras que Daniel y Carter buscan un simbionte, los otros intentan traer a Rya'c al Portal Estelar. No obstante la situación de Rya'c empeora y como no hay otra opción y aunque le cueste la vida, Teal'c le da a su hijo su propio simbionte. Carter y Jackson en ese momento encuentran un templo, donde consiguen un simbionte. Pero antes de irse, Daniel le dispara al envase con los otros simbiontes, como forma de vengarse de los Goa'uld por llevarse a su esposa Sha're y a Skaara. 
Teal'c estaba muriendo lentamente cuando la capitana Carter y Daniel aparecen con el simbionte. Aunque desean estudiarlo, se lo dan a Teal'c para salvarlo. Luego Drey'auc y Rya'c se van en otra dirección mientras que el SG-1 vuelve a la puerta, sin embargo esta se encuentra protegida por Jaffa y sacerdotes. A pesar de su alta edad, Bra'tac los derrota fácilmente y el SG-1 vuelve a salvo a la tierra.

## Artistas invitados
- Tony Amendola como Bra'tac.
- Neil Denis como Rya'c.
- Salli Richardson como Drey'auc.
- Teryl Rothery como la Dra. Janet Fraiser.
- Bob Wilde como el Sacerdote.
- Brian Jensen como el Sacerdote principal.